# Melittosphex burmensis
Melittosphex burmensis (лат.) — вымерший вид ос, единственный представитель рода Melittosphex и семейства Melittosphecidae.

## История изучения
Самый древний ископаемый вид пчёл, возраст находки около 100 млн лет (меловой период). Обнаружен в 2006 году американским энтомологом George Poinar, Jr., из Орегонского университета (Oregon State University, Corvallis). Пчела найдена в ископаемом состоянии в бирманском янтаре в Hukawng Valley (Мьянма). Описание в соавторстве с апиологом Bryan Danforth из Корнельского университета (Cornell University, Ithaca, NY) было опубликовано в журнале Science. В 2021 году принадлежность вида к надсемейству Apoidea (и, соответственно, к пчёлам) была оспорена и таксон был выведен из Apoidea, указан как incertae sedis в составе Aculeata и близкий к кладе ос-немок и ос-сапигид.

## Описание
Очень мелкая оса — 3 мм (приблизительно одна пятая от размера медоносной пчелы). M. burmensis имеет некоторые анатомические особенности, подобные таковым хищных ос, включая форму их задних ног (узкие и без шипиков, средние голени с двумя шпорами), но также и некоторые особенности распространяющих пыльцу пчёл, типа разветвлённых волос на теле. Голова осы имеет сердцевидную форму (длина головы 0,24 мм). Крылья с двумя субмаргинальными ячейками. Длина мезосомы 1,45 мм, проподеум с двумя заднебоковыми выступами. Длина метасомы 1,26 мм.